# Kvadratrod
Kvadratrødderne af et tal x er de tal t, som tilfredsstiller ligningen t2 = x. Alle ikke-negative, reelle tal x har to reelle kvadratrødder t hvoraf den ene er positiv og den anden er negativ. For eksempel er 2 en kvadratrod af 4 fordi 22 = 4, og -2 er også en kvadratrod af 4 fordi (-2)2 = 4. Den positive kvadratrod af et positivt reelt tal kaldes den principale kvadratrod. Den principale kvadratrod skrives som {\displaystyle {\sqrt {x}}}.
Man kan også skrive kvadratrødder som en potens: {\displaystyle x^{1/2}}.  Derved opnås at regnereglerne for kvadratrod bliver specialtilfælde af potensreglerne.

## Den principale kvadratrod af de første 5 naturlige tal
{\displaystyle {\sqrt {1}}=1}

{\displaystyle {\sqrt {2}}\approx 1.414213562373095048801688724209698078569671875376948073176679737990732478462}

{\displaystyle {\sqrt {3}}\approx 1.732050807568877293527446341505872366942805253810380628055806979451933016909}

{\displaystyle {\sqrt {4}}=2}

{\displaystyle {\sqrt {5}}\approx 2.236067977499789696409173668731276235440618359611525724270897245410520925638}

## Egenskaber
Funktionen {\displaystyle f(x)=x^{1/2}}, har følgende egenskaber:
Definitionsmængden for kvadratrodsfunktionen er defineret for ikke negative reelle tal {\displaystyle Dm(f)=[0;\infty [}
Værdimængden er {\displaystyle Vm(f)=[0;\infty [}.
Funktionen er kontinuert, voksende og konkav. 
Differentialkvotienten kan ud fra princippet om at kvadratroden er x i en "halvte", beregnes til {\displaystyle f'(x)={1 \over 2}\cdot x^{-1/2}={1 \over 2{\sqrt {x}}}}
Integralet er givet ved {\displaystyle \int {x^{1/2}}\;{\textrm {d}}x={2 \over 3}x^{3/2}+k={2 \over 3}x{\sqrt {x}}+k,k\in \mathbb {R} \,.}

## Kvadratrødder af komplekse tal
Inden for de komplekse tal har ligningen ligningen t2 = z altid 2 løsninger når z er forskellig fra nul og der er som udgangspunkt ingen måde at definere en kvadratrod til et være den ene frem for den anden af disse løsninger. Der er f.eks. ingen fornuftig grund til at identificere "kvadratroden af .1 med det komplekse tal i frem for det komplekse tal -i. Hvis {\displaystyle z=|z|(\cos(\theta )+i\sin(\theta ))} så har ligningen t2 = z løsningerne
```
 

  

    

      

        
t

        
=

        
±

        

          
|

        

        
z

        

          

            
|

          

          

            
1

            

              
/

            

            
2

          

        

        
⋅

        

          
(

          

            
cos

            
⁡

            

              
(

              

                

                  
θ

                  
2

                

              

              
)

            

            
+

            
i

            
sin

            
⁡

            

              
(

              

                

                  
θ

                  
2

                

              

              
)

            

          

          
)

        

      

    

    
{\displaystyle t=\pm |z|^{1/2}\cdot \left(\cos \left({\frac {\theta }{2}}\right)+i\sin \left({\frac {\theta }{2}}\right)\right)}

  

```

Kvadratrødder kan dog godt defineres som en funktion på et 1-sammenhængende område, som ikke indeholder tallet 0.

## Historie
Symbolet {\displaystyle {\sqrt {}}} blev først benyttet i 1500-tallet. Det specielle "rod-symbol", der bruges til kvadratrod er en tillempet udgave af bogstavet r. Det står for det latinske ord radix, som betyder rod.